# Institutos Nacionais da Saúde
Os Institutos Nacionais da Saúde (em inglês:  National Institutes of Health ou NIH) são um conglomerado de centros de pesquisa que formam a agência governamental de pesquisa biomédica do departamento de Saúde e Serviços Humanos dos Estados Unidos, com sede em Bethesda, Maryland. É o maior financiador público mundial de pesquisa biomédica, com cerca de vinte mil funcionários.